# Senior cleri
Senior cleri är en inofficiell hedersbenämning som enligt gammal tradition brukar användas om den till levnadsåren äldsta prästen i Svenska kyrkan. Beteckningen är alltjämt i bruk och vem som blivit senior cleri brukar publiceras i de kyrkliga tidningarna. Varje stift har också sin senior.